# サンタバーバラ海峡

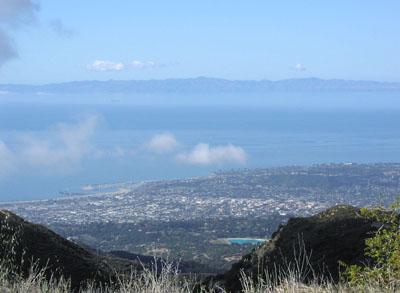
サンタバーバラ海峡

サンタバーバラ海峡(サンタバーバラかいきょう、Santa Barbara Channel)はアメリカ合衆国カリフォルニア州南部近海にある海峡。太平洋上の海峡であり、アメリカ合衆国本土とチャンネル諸島の間にある。海峡名は海峡北部の町サンタバーバラより取られた。
長さは約150km、幅は概ね50km、アナカパ島付近の最狭部では30kmとなっている。
海峡内ではホエールウォッチングなどが行われている。